# Isoetes melanotheca
Isoetes melanotheca är en kärlväxtart som beskrevs av Arthur Hugh Garfit Alston. Isoetes melanotheca ingår i släktet braxengräs, och familjen Isoetaceae. Inga underarter finns listade i Catalogue of Life.